# Слободка (Липецкий район)
Слободка — деревня Ивовского сельского совета Липецкого района Липецкой области. Старое название населённого пункта — Парточки.
В основе нынешнего наименования — определенный тип поселения — «слобода».

## География
В 4 км юго-западнее находится село Ивово. В 3 км южнее располагается посёлок Александрово-Жуково и проходящая ветка Юго-Восточной железной дороги Грязи — Елец с пассажирской платформой 242 км. В 2,5 км северо-западнее — посёлок имени Розы Люксембург.
По деревне проходит единственная улица Слободская.

## История
В 1796 году в деревне были помещичьи угодья, люди с крестьянами:
— прописанного гвардии Семеновскаго полку капитан порутчика Николая Чирикова — 73.
Было два пруда, разъединённые плотиной. Между прудами протекала мелкая болотистая речушка. В данный момент один пруд высох, второй — высыхает. Согласно выписке из справочника "IX. Воронежская губерния. Список населённых мест по сведениям 1859 года" деревня Слободка (Парточки) располагалась при пруде Дубровском по левую сторону транспортного тракта из г. Задонска на г. Лебедянь (Тамб.губ.).Входила в Ивовскую волость (Задонский уезд Воронежской губернии, с января 1923 г. — Липецкий уезд Воронежской губернии), а с конца 1923 г. до упразднения волостей — в Нижнестуденецкую Липецкого уезда Тамбовской губернии. С образованием районов находилась в составе Студенецкого (Водопьянского, Донского) района.
Согласно специальной карте Европейской России И. А. Стрельбицкого (1871 г.) рядом располагался также хутор Марьино (Марьина).
В 1984—1992 годах деревня газифицирована.

## Транспорт
Осуществляется регулярное автобусное сообщение 4 раза в день маршрутом № 121 Липецк — Ивово. Расписание начала движения в Липецке — 05:55, 09:55, 13:55, 17:55. В Слободку автобус приходит через 40-60 минут в зависимости от железнодорожного переезда на остановочной платформе Чириково. Далее, через 15-20 минут он возвращается из Ивово и следует до Липецка.

## Население
| 1859 | 1926 | 2000 | 2010 | 2012 |
| ---- | ---- | ---- | ---- | ---- |
| 342  | ↘232 | ↘15  | ↘13  | ↗17  |

В списке населённых мест 1859 года — 33 двора, 342 жителя. Деревня владельческая.
По переписи 1926 года в ней числилось 43 двора и проживало 232 человека.
На 1 января 2000 года здесь 10 дворов и 15 жителей.